# (2166) Handahl
(2166) Handahl est un astéroïde de la ceinture principale.

## Description
(2166) Handahl est un astéroïde de la ceinture principale. Il fut découvert le 13 août 1936 à Simeis par Grigori Néouïmine. Il présente une orbite caractérisée par un demi-grand axe de 2,35 UA, une excentricité de 0,22 et une inclinaison de 5,1° par rapport à l'écliptique.

## Nom
Cet astéroïde a été nommé en l'honneur de Violet Handahl Green, mère de l'astronome américain Daniel W. E. Green qui a trouvé les identifications de cet astéroïde.

## Compléments